# Recetor (ort)
Recetor är en ort i Colombia.   Den ligger i departementet Casanare, i den centrala delen av landet, 160 km öster om huvudstaden Bogotá. Recetor ligger 861 meter över havet och antalet invånare är 205.
Terrängen runt Recetor är kuperad åt nordväst, men åt sydost är den bergig. Runt Recetor är det glesbefolkat, med 14 invånare per kvadratkilometer. Närmaste större samhälle är Pajarito, 9,3 km nordost om Recetor. I omgivningarna runt Recetor växer i huvudsak städsegrön lövskog.